# Museu de Arte Contemporânea da Bahia
O Museu de Arte Contemporânea da Bahia (MAC Bahia) é um museu público, administrado pela Secretaria de Cultura do Estado da Bahia e inaugurado no dia 29 de setembro de 2023. O museu está localizado na Rua da Graça em Salvador, no Palacete do Comendador Bernardo Martins Catharino, onde antes se localizava o Museu Rodin Bahia.
O acervo inicial do museu é constituído de 175 obras que foram transferidos do Museu de Arte Moderna da Bahia. A inauguração do museu contou com uma exposição temporária denominada Agô, do artista plástico Ayrson Heráclito.